# Лердалски тунел
Лердалският тунел (на норвежки: Lærdalstunnelen) е автомобилен тунел, свързващ комуните Лердал и Еурлан в норвежката област (фюлке) Согн ог Фьоране, разположен в западната част на Норвегия. Тунелът е част от европейския автомобилен път E16 между Осло и Берген.
Дължината на тунела е 24,5 km. Строителството му започва през 1995 г. и е завършено през 2000 г. Той става най-дългият автомобилен тунел в света, като надминава Готардския автомобилен тунел с 8 km. Планините, през които преминава, достигат височина 1600 m. Стойността на строежа възлиза на 1,082 млрд. крони.
Особеност на конструкцията на тунела е наличието в него на три значителни по размер изкуствени пещери, разположени на приблизително еднакви разстояния една от друга и разделящи по този начин тунела на четири приблизително еднакви по дължина секции. Това се прави, за да се облекчат шофьорите от стреса, който възниква при продължително движение в монотонни условия, както и да им се даде възможност да си починат.